# Broadway

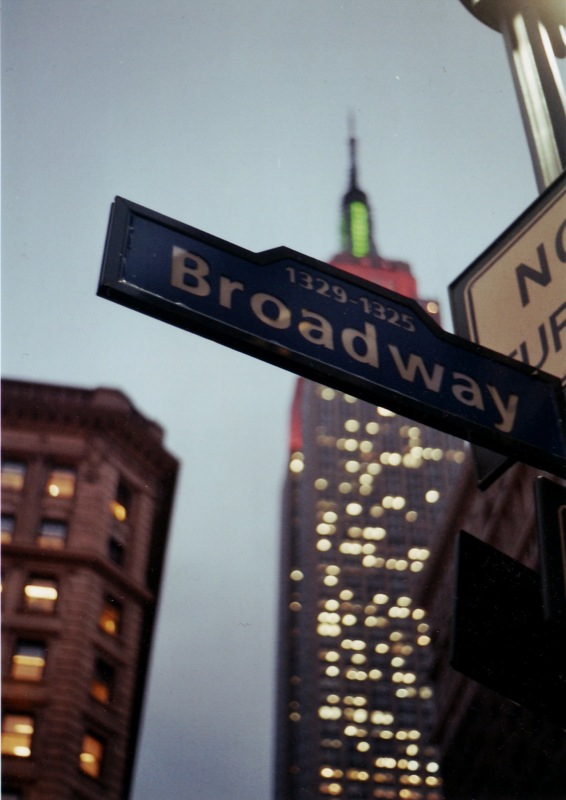
Broadway

Broadway je velká ulice (bulvár) v Manhattanu v New Yorku vedoucí také do Bronxu a Westchester County. Jedná se o nejstarší hlavní severojižní ulici ve městě, která vznikla už v éře Nového Amsterodamu na místě bývalé indiánské stezky. Jde o jednu z mála newyorských ulic, která nedodržuje přísný pravoúhlý systém newyorských veřejných komunikací.
Je známa hlavně množstvím činoherních a muzikálových divadel vysoké prestiže, sídlí zde i Broadway Theatre. Nejúspěšnější série zde uváděných představení dosahují tisíců repríz.

## Historie

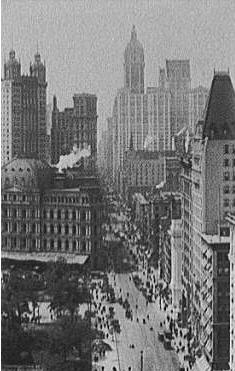
Pohled na Broadway v roce 1909

Broadway vznikla na místě indiánské stezky Wickquasgeck, která vedla hustým porostem ostrova Manhattan. Původně se kroutila močály a skalinami podél celého ostrova. Po příchodu Nizozemců se brzy proměnila v hlavní dopravní tepnu z Nového Amsterodamu na jižní cíp ostrova. Nizozemský objevitel David de Vries ji poprvé zmiňuje ve svém deníku z roku 1642 („stezka Wickquasgeck, po které Indiáni denně procházeli“). Nizozemci ji pojmenovali Heerestraat Současný název ulice ale pochází z anglického překladu nizozemského jména Breede weg (Široká ulice).
V 18. století Broadway končila v městské části severně od Wall Street, odkud byla propojena ulicemi jiných jmen (Eastern Post Road a Bloomingdale Road) s oblastí East Side a západem ostrova. V závěru 19. století byla rozšířena a upravena severnější část Bloomingdale Road nazývána Boulevard, ale od konce století se celé ulici říká Broadway.

## Trasa a dopravní provoz
Broadway vede po celé délce Manhattanu z Bowling Greenu na jihu až po Inwood na severu. Na některých kříženích se nacházejí náměstí jako Union Square, Madison Square či Times Square, které nese jméno od zdejšího sídla listu New York Times. Poblíž se nalézá i pověstný úsek plný divadel. V minulosti bylo náměstí „čtvrtí červených luceren“ s veřejnými domy, nyní je významným střediskem turistického ruchu.
Na Herald Square se nachází obchodní dům Marcy's, jeden z největších na světě. Uprostřed své délky se Broadway dotýká Central Parku a vede kolem Lincolnova střediska a Julliard School.

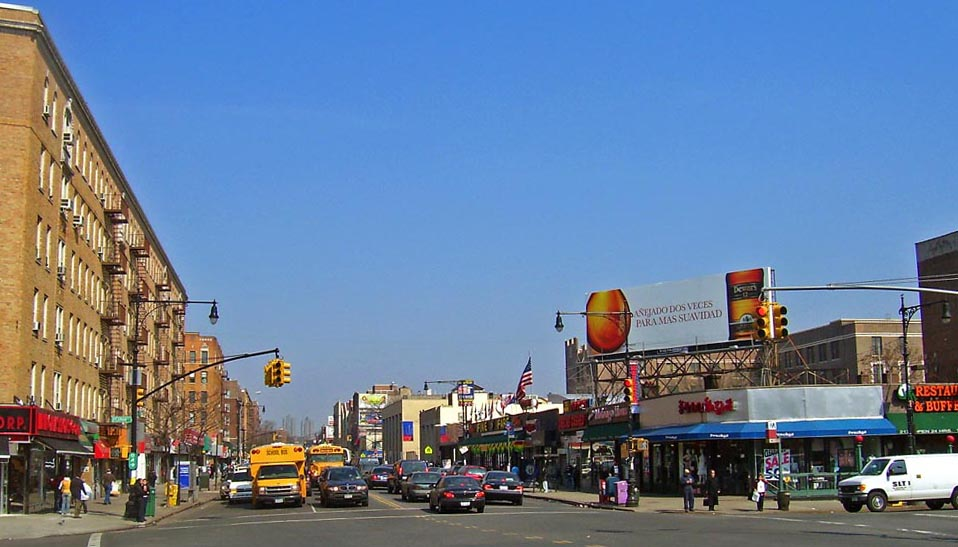
Broadway u Dyckman Street v Inwoodu

Dále na severu leží u Broadwaye campus Columbia University, konec ulice se nachází tam, kde se stává částí dálnice US 9.
Podél Broadwaye vedou linky newyorského metra. V minulosti zde byla provozována i tramvajová doprava, ale od 30. let 20. století. Na Broadwayi je po celé délce umožněn automobilový provoz, v minulosti byl obousměrný, ale nyní je jednosměrný, převážně v jižním směru.
V létě 2008 bylo sedm bloků Broadwaye zúženo z čtyř pruhů na dva. V květnu 2009 byly její části, mezi nimi i Times Square, na zkoušku uzavřeny pro auta. Prostor se zaplnil stoly, lavičkami, květináči. Původně šlo o dočasný experiment. Po půl roce už bylo jasné, že zůstane natrvalo. Změna byla přijata veřejností a je často považována za velký úspěch.

### Velká bílá ulice
Za Great White Way (Velkou bílou ulici) je označována část Broadwaye u Times Square mezi 42. a 53. ulicí. Téměř jednu míli dlouhý úsek ulice byl v roce 1880 osvětlen obloukovými lampami Charlese F. Brushe jako vůbec první třída ve Spojených státech. Nadpis „Založeno na Velké bílé ulici“ („Found on the Great White Way“) se objevil poprvé 3. února 1902 na titulu deníku New York Evening Telegram.

## Divadla na Broadwayi
V divadelním okrsku na Broadwayi se nachází 40 velkých stálých profesionálních scén s 500 a více místy pro diváky, které se věnují činohře či muzikálu. Divadelní produkce uváděné na Broadwayi jsou považovány za vrchol amerického divadelnictví a v anglicky hovořícím světě se jim v prestiži rovnají jen divadla provozovaná v londýnském West Endu. Již dlouhou dobu má (v angličtině tak nazývaný) divadelní průmysl na Broadwayi roční obrat v řádu deseti miliard dolarů a více. V roce 2005 navštívilo zdejší představení bezmála 12 milionů diváků, přibližně stejně jako v londýnském West Endu. Tato návštěvnost zůstala od té doby zhruba zachována.

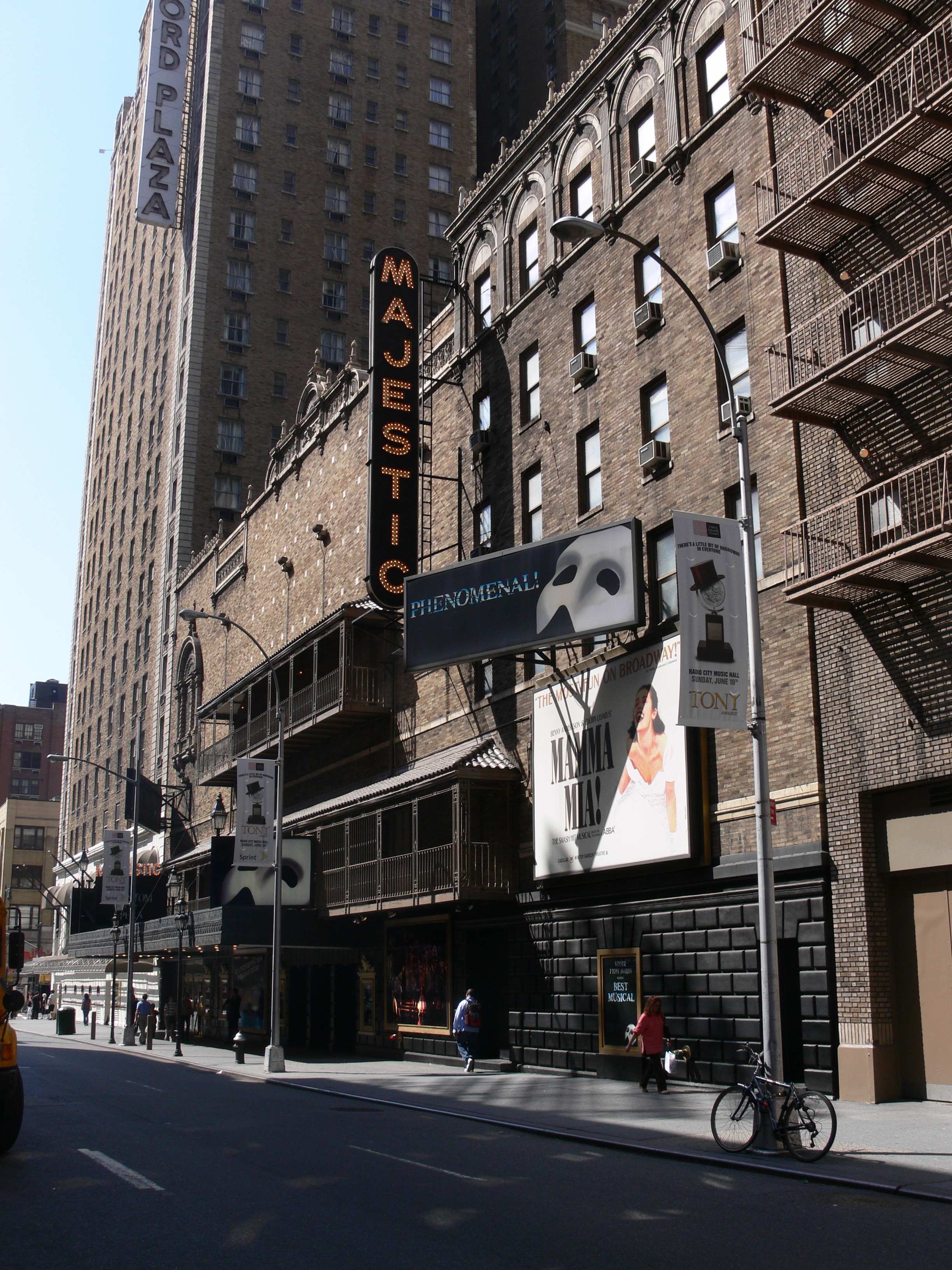
Majestic Theatre na Broadwayi

Představení a show jsou obvykle inscenovány komerčními společnostmi s cílem produkovat zisk. Obvykle jsou uváděny v sérii představení bez předem určené derniéry, počet repríz se řídí existencí nebo neexistencí pokračujícího úspěchu u publika. Nejdelší série představení zaznamenávají muzikály, Fantom opery překonal již 9. ledna 2006 broadwayský rekord muzikálu Kočky svým 7 486. uvedením v Majestic Theatre, nyní již počet repríz překročil 8 000. Některé scény na Broadwayi mají nicméně i charakter neziskového či repertoárového divadla.
Sériová představení jsou uváděna pravidelně ve večerních časech od 20 hodin od úterý do soboty a v odpoledních časech ve 14 hodin ve středu a v sobotu a v 15 hodin v neděli. Některá představení jsou uváděna na Národním broadwayském turné, pro která ale producenti obvykle najímají jiná obsazení, aby nemuseli přerušit uvádění svých show přímo na Broadwayi.
Herci a jiní umělci účinkující na Broadwayi jsou v některých případech specialisté na jevištní herectví, mnohdy ale také hvězdy filmu či televize, angažované s cílem přitáhnout více diváků. Jsou zastupování odborovými svazy jako Actors‘ Equity Association (Sdružením herecké rovnosti) či American Federation of Musicians (Americkou federací hudebníků), podobné unie má i další umělecký i provozní divadelní personál.
Majitelé divadel a broadwayští producenti jsou sdruženi v League of American Theatres and Producers (Lize amerických divadel a producentů). Jejím cílem je propagovat Broadway jako celek, vyjednávat smlouvy s odborovými svazy a spoluřídí udílení cen Tony.

### Významná broadwayská divadla
Mezi významná velká broadwayská divadla patří:
- Ambassador Theatre – 1088 míst, uvádí muzikál Chicago.
- Broadway Theatre
- George Gershwin Theatre – 1761 míst – největší
- Imperial Theatre – uvádí od roku 1990 muzikál Les Misérables
- Majestic Theatre – 1645 míst, otevřeno roku 1903, místo řady významných muzikálových premiér, od roku 1988 uvádí rekordní muzikál Fantom opery.
- New Amsterdam Theatre – postaven roku 1903
- Palace Theatre – otevřen 1913
- Shubert Theatre – otevřen 1913, uvedl více než 6 000 představení muzikálu A Chorus Line
- Winter Garden Theatre – zde uváděný muzikál Cats dosáhl v letech 1982–2001 7 485 představení